# She’s My Man
"She’s My Man" – trzeci singel z drugiego albumu amerykańskiej grupy pop dance Scissor Sisters zatytułowanego Ta-Dah. Utwór został wydany w Wielkiej Brytanii 5 marca 2007 roku. Piosenka posiada pewne podobieństwa do struktury rytmicznej utworu Eltona Johna "I’m Still Standing", choć w wolniejszym rytmie i niższej tonacji.
Teledysk do utworu został wyreżyserowany przez nieżyjącego już Nagi Nodę i nakręcony w Tokio. W wideo wykorzystano technikę kuroko, gdzie członkowie zespołu odgrywają scenę przy okrągłym stole na czarnym tle.

## Lista utworów
- 10" vinyl Picture disc

1. "She’s My Man" (album version) – 5:31

- UK CD single

1. "She’s My Man" (album version) – 5:31
2. "She’s My Man" (Goose remix edit) – 4:18

- International CD single

1. "She’s My Man" (album version) – 5:31
2. "Transistor" – 4:51
3. "She’s My Man" (Goose remix edit) – 4:18
4. "She’s My Man" (music video)

- UK iTunes digital single

1. "She’s My Man" (album version) – 5:31
2. "She’s My Man" (Mock and Toof remix) – 8:09

## Oficjalne remiksy
1. "She’s My Man" (Goose remix)
2. "She’s My Man" (Goose remix edit)
3. "She’s My Man" (Goose extended remix)
4. "She’s My Man" (Mock & Toof remix)
5. "She’s My Man" (radio edit)

## Notowania
| Lista (2007)                   | Najwyższa pozycja |
| ------------------------------ | ----------------- |
| Australian Singles Chart       | 39                |
| Austrian Singles Chart         | 55                |
| Belgian Flanders Singles Chart | 3                 |
| Czech Singles Chart            | 62                |
| Dutch Singles Chart            | 94                |
| Finnish Singles Chart          | 10                |
| German Singles Chart           | 57                |
| Norwegian Singles Chart        | 14                |
| Swedish Singles Chart          | 39                |
| UK Singles Chart               | 29                |